# Sintersten

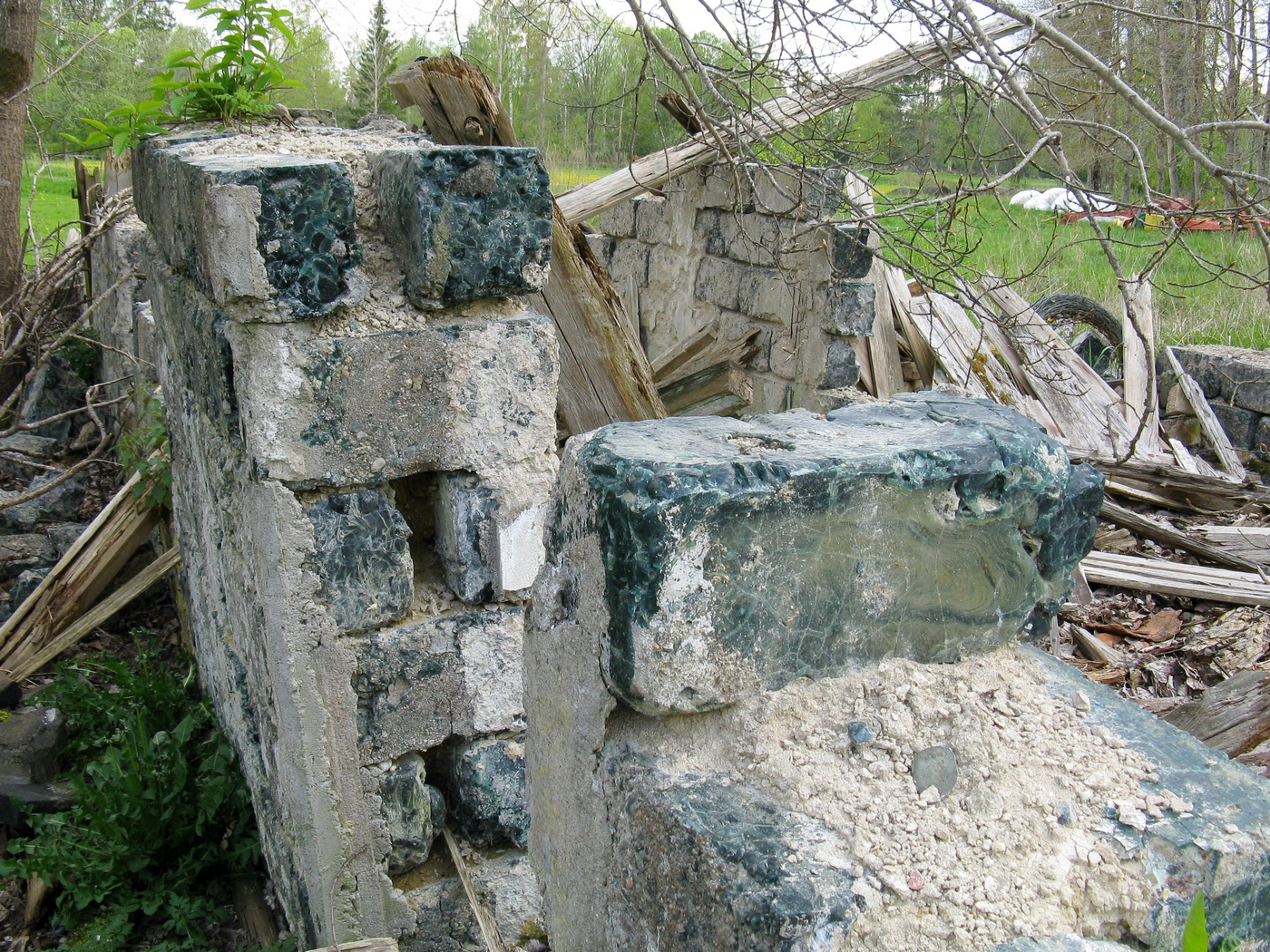
Ruin av ett gammalt grishus av sintersten på en gård utanför Hasselfors.

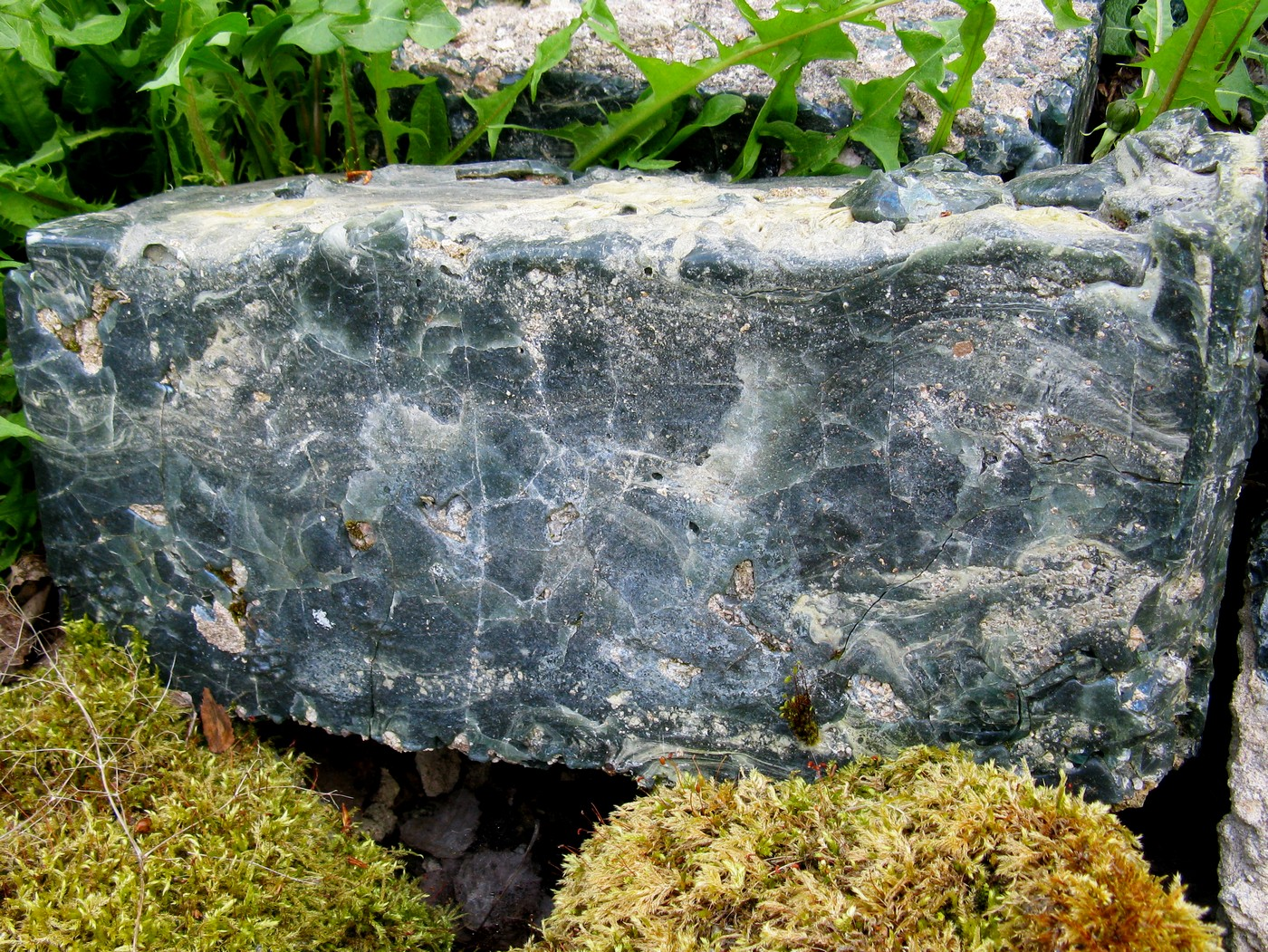
Detalj av en av stenarna från samma ruin.

Sintersten (egentligen sinnersten, se Etymologi nedan) är ett byggnadsmaterial, ofta i form av sexsidiga block, liknande tegelstenar. Det är en biprodukt av äldre gruvdrift och består av slagg från smältan. Själva stenen är hård men skör, och har antingen smälts i formar eller huggits till rätt form i efterhand. Eftersom det är skört är byggnader av sintersten ofta bara små bruksbyggnader, såsom svinstior eller förråd. Andra användningsområden är till murar och beläggning av källargolv.
Sintersten är blank och glasliknande och har även använts till smycken. Själva stenen kan ha olika färg beroende på vilka ämnen som ingår i slaggen, men i Sverige är den ofta grön eller grön-blå och har i engelsktalande länder kallats "Swedish blue stone". Idag ser man oftast sintersten i ruiner på ägor i närheten av gamla järnhyttor.

## Etymologi
Ordet sinnersten har den latinska roten cinis (genitiv cineris), med den försvenskade sammandragningen sinner. Sintersten är en oegentlig benämning, eftersom tillverkning inte sker genom den process, som man vanligen menar  med sintring,  även om ordet sintring eventuellt  kan härledas från samma latinska rot.
Cinis betyder aska, eller askhög; det som blir kvar efter förbränning. I överförd bemärkelse kan cinis/cineris även betyda ruin.
Sinner finns i många sammansättningar, ofta hänförbara till vissa trakter:
- Sinnerhus (Närke, Västmanland)
- Sinnerhög (slagghög vid masugn. Närke, Västmnanland)
- Sinnerkoka (Östergötland)
- Sinnerskulor (Ässjeavfall bestående av sammanbakat järn och kol. Småland)
- Sinnerskutor (smedslagg, Småland)
- Sinnerstamp (Närke, Västmanland)
- Sinnertegel (Närke, Värmland, Västmanland)
- Smesinner (Norrland)
- Smidsilld (Norra Gotland)
- Smidsinder (Gotland)
- Smidsindri (Österbotten)
- Smidsindrä (Gotland)
- Smiskrocker (Norra Gotland)
- Sönnerskutor (smedslagg, Småland)